# Rysäsaari (ö i Norra Karelen, Joensuu, lat 62,72, long 29,24)
Rysäsaari är en ö i Finland. Den ligger i sjön Viinijärvi och i kommunen Outokumpu i den ekonomiska regionen  Joensuu ekonomiska region  och landskapet Norra Karelen, i den sydöstra delen av landet, 400 km nordost om huvudstaden Helsingfors. Öns största längd är 1 kilometer i nord-sydlig riktning.